# Arthroleptella subvoce
Arthroleptella subvoce es una especie  de anfibios de la familia Pyxicephalidae.

## Distribución geográfica
Es endémica de la provincia Occidental del Cabo (Sudáfrica).  

## Estado de conservación
Se encuentra amenazada de extinción por la pérdida de su hábitat natural.